# Gabriele Balducci
Pour les articles homonymes, voir Balducci.
Gabriele Balducci (né le 3 novembre 1975 à Pontedera, dans la province de Pise en Toscane) est un coureur cycliste italien. 

## Biographie
Il est passé professionnel en 1997 au sein de l'équipe cycliste Ceramiche Refin. Il mesure 1,81 m et pèse 69 kg. C'est un assez bon sprinteur qui a terminé 2 fois 7e de Milan-San Remo en 2001 et 2007.

## Palmarès

### Palmarès amateur
- 1991
  - 2e du championnat d'Italie sur route cadets
- 1993
  - Tour de Toscane juniors
- 1996
  - Florence-Empoli
  - La Popolarissima
  - Coppa della Pace
  - 2e étape du Tour des régions italiennes
  - Grand Prix Industrie del Marmo
  - 3e de la Coppa Giulio Burci

### Palmarès professionnel
- 1997
  - Alassio-Cup
  - 2e du Tour du lac Majeur
- 1998
  - 1re étape de Tirreno-Adriatico
- 1999
  - Tour du lac Majeur
  - 2e du Grand Prix de Chiasso
  - 10e de Milan-San Remo
- 2000
  - 6e de la HEW Cyclassics
- 2001
  - 4e étape du Tour méditerranéen
  - 2e du Grand Prix de la côte étrusque
  - 7e de Milan-San Remo
- 2003
  - 4e étape du Tour de Ligurie
  - 3e du Grand Prix Pino Cerami
- 2004
  - 2e de la Classic Haribo
- 2005
  - 3e d'À travers les Flandres
- 2006
  - 2e étape de la Semaine cycliste lombarde
  - 2e du Grand Prix de la ville de Rennes
- 2007
  - 5e étape du Tour méditerranéen
  - 11e étape du Tour d'Italie
  - 2e du Grand Prix de la côte étrusque
  - 7e de Milan-San Remo
- 2008
  - Grand Prix de la côte étrusque[1]
  - 1re étape du Tour de la province de Reggio de Calabre
  - 3e étape de la Semaine cycliste lombarde
  - 3e du Tour de Toscane

## Résultats sur les grands tours

### Tour d'Italie
4 participations
- 1997 : abandon (8e étape)
- 1999 : 102e
- 2003 : abandon (14e étape)
- 2007 : abandon (12e étape), vainqueur de la 11e étape

### Tour d'Espagne
3 participations
- 1997 : abandon (5e étape)
- 2000 : abandon
- 2002 : abandon (5e étape)

## Classements mondiaux
| Année           | 2005 | 2006 | 2007 | 2008 |
| --------------- | ---- | ---- | ---- | ---- |
| UCI Europe Tour | 462e | 187e | 147e | 72e  |